# Kärjensaari (ö i Södra Karelen)
Kärjensaari är en ö i Finland. Den ligger i sjön Jänkynjärvi och i kommunen Villmanstrand i den ekonomiska regionen  Villmanstrands ekonomiska region  och landskapet Södra Karelen, i den södra delen av landet, 180 km nordost om huvudstaden Helsingfors. Öns area är 2,1 hektar och dess största längd är 320 meter i nord-sydlig riktning.